# Тилацин
Тилацин, або сумчастий вовк (Thylacinus cynocephalus) — вимерлий хижий ссавець, найбільший «сумчастий хижак» (ряд Дазиуроподібні, або кволоподібні — Dasyuromorphia) історичних часів, який проживав на території Австралії, Тасманії й Нової Гвінеї до середини XX століття.

## Історія опису і спостережень
Тилацин був описаний у 1808 році натуралістом Джорджем Гаррісом. Ця тварина, яка зовні й за розмірами скидалася на пса, вміла стрибати на задніх лапах, як кенгуру. Самиці цього «вовка» мали розродну сумку, у якій доношували дитинчат.
Наприкінці XIX століття тилацина жорстоко винищували як крадія овець, який завдавав відчутних збитків фермерству. Уряд Австралії навіть запровадив премії за вбитих хижаків. Зрештою, наприкінці 30-х років XX століття, «сумчастих вовків» винищили дощенту.
Останній на Землі «сумчастий вовк» помер у зоопарку на Тасманії 1936 року.
25 березня 2017 року британське видання The Independent повідомило, що на півдні Австралії, за допомогою фотопасток було зафіксовано кілька тварин, які мають візуальні ознаки цього виду.

## Морфологія
Морфометрія. Довжина голови й тіла була 850—1300 мм, довжина хвоста 380—650 мм, висота в плечах 350—600 мм, вага 15–30 кг.
Опис. Верхня частина тіла рудувато-коричнево-сіра чи жовтувато-коричнева з 13–19 чорно-бурими поперечними смугами на спині, крупі й основі хвоста, низ тіла світліший. Обличчя сіре з дещо нечіткими білими відмітками навколо очей і вух. Хутро коротке, густе і грубе. Зубна формула: {\displaystyle I{4 \over 5}C{1 \over 1}P{3 \over 3}M{4 \over 4}=46}.

## Спосіб життя
Переважним середовищем проживання, ймовірно, був відкритий ліс чи луки, але його останні популяції могли займати листопадні ліси помірного клімату на південному заході Тасманії. Їхні лігва, як повідомляється, були розміщені у скелястих ущелинах або в порожнинах колод. Тварини неохоче залишали свої володіння, прагнучи не потрапляти на очі людині. Тилацин не мав пахучих залоз для позначення території. Хоча вели нічний спосіб життя, іноді їх бачили, коли вони грілися на сонці. Тилацини, здається, були в основному поодинокими, але іноді полювали парами або невеликими сімейними групами. Полювали в основному на кенгуру, валабі, дрібних ссавців і птахів. Були зафіксовані такі види вокалізації: скавучання (можливо, для зв'язку), низьке гарчання (при роздратуванні) і кахикаючий гавкіт під час полювання. Тилацин міг стояти на задніх кінцівках, використовуючи свій сильний, товстий хвіст для балансу.

## Розмноження
Пологи відбувалися протягом року з яскраво вираженим піком у літній період (грудень — березень). Сумка тилацина схожа на сумку тасманійського диявола. Вона утворена складкою шкіри, що відкрита назад, щоб у неї не потрапляли листя, гілки та трава. Сумка прикриває 2 пари сосків. Через 35 днів після спаровування в самиці народжувалося від одного до чотирьох дитинчат, які залишалися в сумці до трьох місяців. Покинувши сумку, щенята залишалися з матір'ю до близько дев'яти місяців.
Хоча багато з них успішно жили в зоопарках, тилацинів ніколи не розводили в неволі. Тривалість життя досягала тринадцяти років.